# Плейфер (лунный кратер)
Кратер Плейфер (лат. Playfair), не путать с кратером Плейфэр на Марсе,  — крупный древний ударный кратер в южном полушарии видимой стороны Луны. Название присвоено в честь шотландского математика и географа Джона Плейфэра (1748—1819)  и утверждено Международным астрономическим союзом в 1935 г. Образование кратера относится к нектарскому периоду.

## Описание кратера

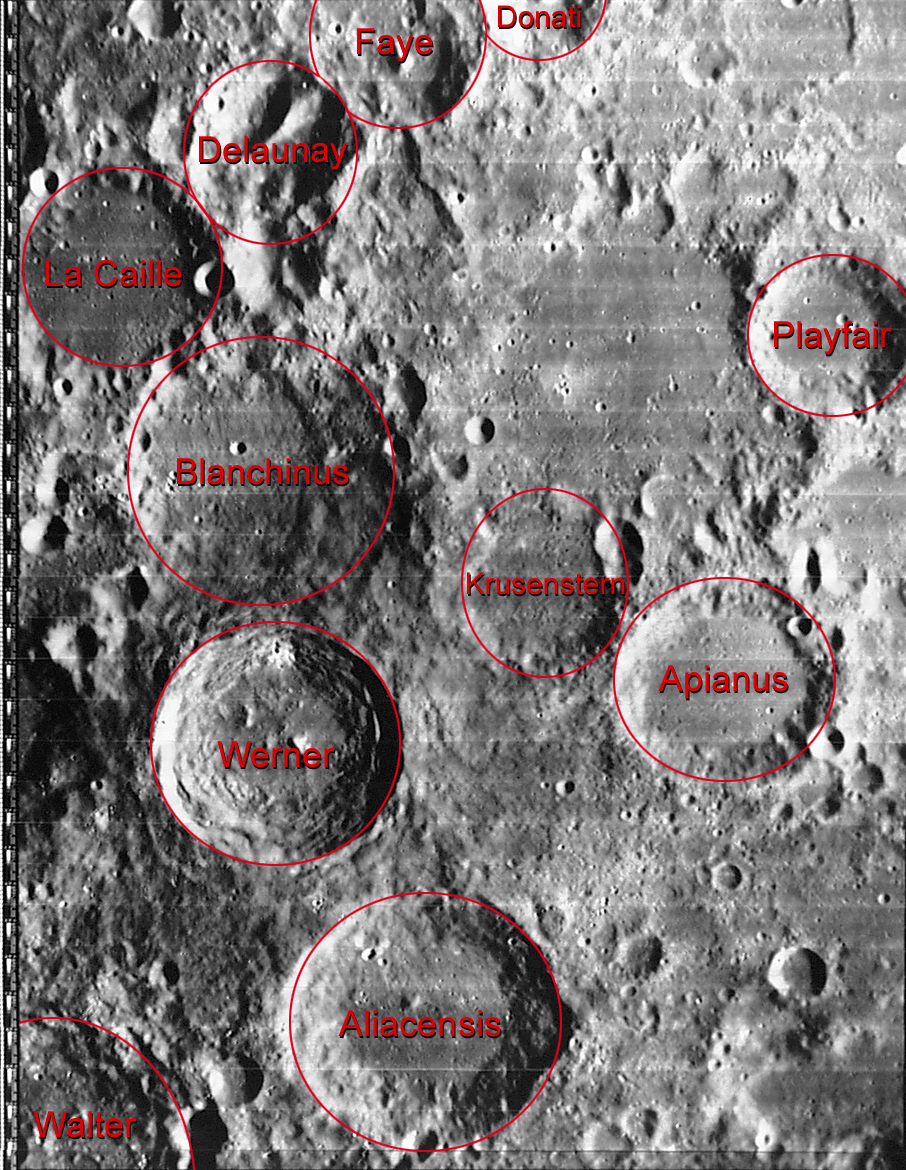
Окрестности кратера Плейфер. Снимок зонда Lunar Orbiter - IV.

Ближайшими соседями кратера являются кратер Донати на северо-западе; кратеры Ибн Эзра и Ас-Суфи на северо-востоке; кратер Понтано на юго-востоке; кратер Апиан на юге и кратер Крузенштерн на юго-западе. Селенографические координаты центра кратера 23°34′ ю. ш. 8°27′ в. д. / 23,56° ю. ш. 8,45° в. д., диаметр 49,9 км, глубина 3370 м.
Кратер Плейфер имеет циркулярную форму и умеренно разрушен. Вал несколько сглажен, от южной части вала отходит короткий массивный хребет примыкающий к кратеру Апиан. Южная-юго-восточная часть вала отмечена несколькими небольшими кратерами. У подножия внутреннего склона видны следы обрушения пород. Высота вала над окружающей местностью достигает 1100 м, объем кратера составляет приблизительно 1700 км³. Дно чаши ровное, на северо-востоке от центра чаши расположена пара маленьких чашеобразных кратеров.

## Сателлитные кратеры
| Плейфер | Координаты                                          | Диаметр, км |
| ------- | --------------------------------------------------- | ----------- |
| A       | 22°18′ ю. ш. 6°53′ в. д. / 22,3° ю. ш. 6,88° в. д.  | 18,2        |
| B       | 23°12′ ю. ш. 7°35′ в. д. / 23,2° ю. ш. 7,59° в. д.  | 5,6         |
| C       | 24°21′ ю. ш. 7°55′ в. д. / 24,35° ю. ш. 7,92° в. д. | 6,0         |
| D       | 24°16′ ю. ш. 8°43′ в. д. / 24,27° ю. ш. 8,71° в. д. | 4,5         |
| E       | 21°49′ ю. ш. 8°53′ в. д. / 21,81° ю. ш. 8,89° в. д. | 5,7         |
| F       | 21°55′ ю. ш. 8°05′ в. д. / 21,91° ю. ш. 8,09° в. д. | 4,8         |
| G       | 23°59′ ю. ш. 6°05′ в. д. / 23,99° ю. ш. 6,09° в. д. | 91,7        |
| H       | 23°24′ ю. ш. 8°29′ в. д. / 23,4° ю. ш. 8,49° в. д.  | 3,4         |
| J       | 24°16′ ю. ш. 9°17′ в. д. / 24,27° ю. ш. 9,28° в. д. | 3,5         |
| K       | 23°17′ ю. ш. 9°47′ в. д. / 23,29° ю. ш. 9,79° в. д. | 3,4         |

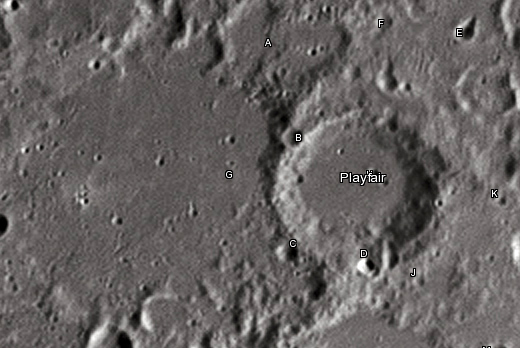
Снимок Девида Кемпбелла.

- Образование сателлитного кратера Плейфер G относится к нектарскому периоду[1].

## См.также
- Список кратеров на Луне
- Лунный кратер
- Морфологический каталог кратеров Луны
- Планетная номенклатура
- Селенография
- Минералогия Луны
- Геология Луны
- Поздняя тяжёлая бомбардировка